# Энергетический проезд
Энергети́ческий прое́зд — проезд, расположенный в Юго-Восточном административном округе города Москвы на территории района Лефортово.

## История
Проезд получил своё название 20 сентября 1955 года по близости к корпусам МЭИ.

## Расположение
Энергетический проезд проходит от Энергетической улицы на юго-запад до Красноказарменной улицы. Нумерация домов начинается от Энергетической улицы.

## Примечательные здания и сооружения
По нечётной стороне:
- № 1 — Общежитие (1929—1930; архитекторы Б. Н. Блохин, Б. В. Гладков, А. М. Зальцман)[3]
- № 3а — ДК МЭИ (1953; архитектор А. В. Барулин, инженер Л. А. Муромцев)[4]

По чётной стороне:

## Транспорт

### Наземный транспорт
По Энергетическому проезду не проходят маршруты наземного общественного транспорта. У юго-западного конца проезда расположена остановка «МЭИ» трамвайных маршрутов № 24, 37, 43, 50, автобусного маршрута т24.

### Метро
- Станция метро «Авиамоторная» Калининской линии — юго-восточнее проезда, на пересечении шоссе Энтузиастов и Авиамоторной улицы.
- Станция метро «Авиамоторная» Большой кольцевой линии — юго-восточнее проезда, на проезде Энтузиастов.

### Железнодорожный транспорт
- Платформа «Авиамоторная» Казанского направления МЖД — юго-восточнее улицы, вблизи пересечения шоссе Энтузиастов и Авиамоторной улицы
- Платформа «Сортировочная» Казанского направления МЖД — северо-восточнее улицы, вблизи Юрьевского переулка